# Drogenszenen
Drogenszenen (Originaltitel: Scénarios sur la drogue, auch 3 000 scénarios sur la drogue) ist ein französischer Episodenfilm aus dem Jahr 2000, der sich in einzelnen Beiträgen Menschen und ihrem Umgang mit Drogen widmet. Auf dem deutsch-französischen Sender Arte wurde der Spielfilm als Fernsehserie gezeigt.

## Entstehungsgeschichte
Die einzelnen Episoden entstanden im Rahmen eines gleichnamigen Wettbewerbs, der zwischen dem 15. November 1998 und 30. April 1999 vom Centre régional d’information et de prévention du sida (CRIPS) in Aquitanien veranstaltet wurde, um in Dialog mit den Bürgern zu treten. Die staatliche französische Informations- und Dokumentationsstelle für Drogenmissbrauch hatte bereits fünf Jahre zuvor mit 3000 scénarios contre un virus eine ähnliche Kampagne zum Thema AIDS gestartet, aus der ein Film mit 30 Episoden hervorgegangen war. Der Wettbewerb wurde in der Europäischen Woche zum Thema Drogenabhängigkeit gestartet.
Die Teilnehmer waren dazu aufgerufen, nur Original-Drehbücher einzureichen. Jeder Film sollte maximal eine Laufzeit von fünf Minuten aufweisen. Die Geschichten durften sowohl über legale Drogen wie Alkohol und Zigarettenkonsum als auch illegale wie Arzneimittelmissbrauch oder Cannabis handeln.
3624 Ideen wurden eingereicht unter denen 24 verfilmt wurden. Für die Inszenierung der Drehbücher konnten so bekannte Filmschaffende wie Étienne Chatiliez, Georges Lautner, Antoine de Caunes, Marion Vernoux, Guillaume Canet und Vincent Perez und als Schauspieler u. a. Chiara Mastroianni, Claude Jade, Valeria Bruni Tedeschi, Sylvie Testud, Darry Cowl und Pierre Richard gewonnen werden.
Die Filme wurden erstmals am 7. Februar 2000 von französischen Fernsehsendern ausgestrahlt. An der Kampagne beteiligten sich unter anderem TF1, France 2, France 3, TPS und der deutsch-französische Fernsehsender Arte, der die Filme gleichzeitig auch in Deutschland als Kurzfilm-Serie ausstrahlte. Ebenfalls wurden die Filme in französischen Kinos gezeigt und auf verschiedenen Filmfestivals aufgeführt, darunter die 53. Filmfestspiele von Cannes im Jahr 2000.

## Kritiken
Sophie Latil (Le Figaro) lobte Drogenszenen als „dramatisch, surrealistisch, zart, humorvoll“. Der angeschlagene Ton sei gut, der Film so „komplex wie das Leben.“ Die Frage der Moral, bemerkte Sophie Rostain (Libération), würde die Filme klar voneinander trennen. „Da sind jene, die welche haben. Und die anderen. Ohne pervers zu sein ist klar, dass man die anderen bevorzugt.“ Rostain hob die Episode Dernière année von Fred Journet und Bernard Schoukroun mit Hauptdarstellerin Laura Favali hervor – „Ein Film, der gefällt, da ohne Moral …“

## Episoden
| Titel                    | Regie                                      | Idee                                           | Darsteller | Inhalt | Länge (in min) |
| ------------------------ | ------------------------------------------ | ---------------------------------------------- | --- | --- | -------------- |
| Avalanche                | Jean-Christophe Pagnac und Guillaume Canet | Jean-René Dard                                 | Lou Doillon, Vincent Darré, Francis Renaud | Ein Paar glaubt seinen Drogenkonsum unter Kontrolle zu haben. | 4’15           |
| Le bistrot               | Georges Lautner                            | Benoît Roux                                    | Jacques Martial, Philippe Carta, Jacky Delory, Jean Franco, Alice Lautner                                                                                       | Morgens in einer Bar irgendwo in Nizza sitzt ein junger Mann, der dem Alkohol zugeneigt ist, allein an seinem Tisch.                                                   | 4’58           |
| Cake                     | Jean-Louis Tribes                          | Aurore Patris                                  | Sophie Mounicot, Nathalie Jolie | Ein Kind gelangt an den Drogenvorrat seines Vaters und backt im Spiel damit einen „Schokoladenkuchen“.                                                                 | 4’41           |
| C’est presque terrible   | Lionel Mougin                              | Marc Picavez                                   | Milo Brutillot, Michel Chays, Gilberte Boucard | Zwei befreundete Bauern aus dem Jura diskutieren in der Küche bei einem Glas Wein.                                                                                     | 6’10           |
| Chienne de vie           | Henri-Paul Korchia                         | Soraya Ben Mouffok                             | Bernard Azimuth, Audrey Bonnefoy, Christian Crevillent, Frédéric Paquier                                                                                        | Eine erwachsene Frau wird von ihrem Arzt ermahnt, kein Cannabis mehr zu rauchen und dreht daraufhin den Spieß einfach um.                                              | 4’09           |
| Déçue                    | Isabelle Dinelli                           | Soraya Ben Mouffok                             | Éva Darlan, Valérie Benguigui, Laure Killing, Julien Peny | Eine Mutter entdeckt im unaufgeräumten Zimmer ihres Sohnes Cannabis und einen Joint und probiert diesen mit ihrer Freundin aus.                                        | 4’45           |
| Dernière année           | Fred Journet Bernard Schoukroun            | Jérôme Benoît                                  | Laura Favali, Alicia Sportiello, Docteur Meynial, Michel Bonjour, Jacques Sandrars                                                                              | Fiktiver Dokumentarfilm über eine Medizinstudentin, die ein Wohnheim mit Amphetaminen und Tranquillanzien versorgt.                                                    | 5’09           |
| Drugstore                | Marion Vernoux                             | Eric Ellena                                    | Valeria Bruni Tedeschi, Chloé Mons, Marco Cherqui, Frédérique Revuz, Franck Demules                                                                             | In einem Geschäft, in dem jede Droge erhältlich ist, zieht eine entscheidungsunwillige Kundin den Zorn der Verkäuferin auf sich.                                       | 4’54           |
| Ecsta-ordinaire          | Manuel Boursinhac                          | Robin Gairaud                                  | Amandine Chauveau, Lorànt Deutsch, Rudi Rosenberg, Pierre Kaldfate                                                                                              | Ein junges Pärchen trifft sich eines Abends. Um seiner Freundin zu imponieren, bringt der Junge etwas Außergewöhnliches mit.                                           | 5’05           |
| La famille médicament    | Étienne Chatiliez                          | Hervé Perouze                                  | Nathalie Richard, Marvyn Pautasso, Hugo Naccache, Jonathan Reyes, Morgan Simon                                                                                  | Um dem Alltag mit den vier Kindern zu entfliehen, gibt sich eine junge Mutter dem Medikamentenkonsum hin.                                                              | 4’25           |
| La faute au vent         | Emmanuelle Bercot                          | Nadége Rolland                                 | Chiara Mastroianni, Jean-François Xavier Vlimant, Yves Verhoeven                                                                                                | Eine junge, drogenabhängige Mutter trifft mit ihrem Kleinkind auf ihren Dealer, der ihr wegen ihrer Finanznöte aber nichts verkaufen will.                             | 6’40           |
| Hier, tu m’as dit demain | Vincent Perez                              | François Leray                                 | Mathieu Delarive, Gisèle Calmy-Guyot, Frédérique Bauer | Nachdem er kein Geld für Drogen hat, beschließt ein Mann eine ältere Frau zu überfallen.                                                                               | 4’50           |
| Jour de manque           | Jean-Teddy Filippe                         | David Bouttin                                  | Tara Römer, Manuel Bonnet, Henri Schmitt, Claude Vallère | Ein unter Entzugserscheinungen leidender Bursche versucht sich bei seinen Großeltern Geld zu leihen. Diese verweigern ihm aber den Zutritt.                            | 4’31           |
| Journée ordinaire        | Françoise Huguier                          | Nathalie Behague                               | Yannick Soulier | Ein junger Drogenabhängiger versucht im Gefängnis gegen seine Sucht anzukämpfen und diese innerhalb von 24 Tagen zu besiegen.                                          | 4’20           |
| Kino                     | Alain Beigel                               | Valdo Dos Santos                               | Abdel Allouach, Philippe Frécon, Jean-Michel Marnet, Marc Rubes, Alain Vinot                                                                                    | Bei einem Boxkampf steht einer der beiden Kontrahenten unter Drogeneinfluss. Der andere ist daraufhin überrascht, wie leicht er diesen besiegen kann.                  | 4’00           |
| Lucie                    | Guillaume Nicloux                          | Sébastien Roch                                 | Sylvie Testud, Yves Verhoeven, Juliette Meyniac, Julie Messéan, Nicolas Simon, Thibault Rossigneux, Olivier Mazan, Anne Charrier, Stéphane Cottin, Samir Guesmi | Ein junges Mädchen ist auf eine Party eingeladen. Bevor sie das Haus verlässt, setzt sie sich noch einen Schuss.                                                       | 4’17           |
| Les mots attendront      | Franck Chiche                              | Béatrice Guéret                                | Caroline Mouton, Pierre Richard, Alexandra Youanovitch, Carine Schraub, Marie Le Cam                                                                            | In einem Bus treffen tobende Schülerinnen auf einen schwankenden Mann.                                                                                                 | 5’25           |
| Papa was a Rolling Stone | Jean Bocheux                               | Nadjeda Mohamed, Hassima Belkacem, Naïma Righi | Jérémie Lippmann, Jean-Louis Tribes, Morgane Keo Kasal | Ein Vater beschuldigt seinen Sohn Ecstasy zu nehmen, das er in einer seiner Jackentaschen gefunden hat.                                                                | 4’29           |
| La purée                 | Seb Lelouch Simon Lelouch                  | Lelia Fremovici                                | Darry Cowl, Sophie Hardy, Aurélien Wiik | Ein Jugendlicher trifft bei seinen Großeltern zum Essen ein, muss ihnen aber eine Besorgnis erregende Nachricht zukommen lassen.                                       | 5’53           |
| Quand j’étais petit      | Arnaud Sélignac                            | Gilles Romele                                  | Antoine du Merle, Michèle Garcia, Pascal Daubias, Julie Urtado-Guiraud                                                                                          | Surrealistischer Film über das Thema Drogen, gesehen mit den Augen eines Kindes.                                                                                       | 4’10           |
| La rampe                 | Santiago Otheguy                           | Stéphane Olijnyki                              | Claude Jade, Jean Allain, Hugo Mayer, Cécile Bodis, Marianne Liechty                                                                                            | Da der Fahrstuhl besetzt ist, muss eine elegante Frau mittleren Alters unter den Blicken ihrer Nachbarn die Treppe nehmen. In ihrer Tasche verbirgt sie ihr Geheimnis. | 5’54           |
| Speed ball               | Laurent Bouhnik                            | Sandra Stadeli                                 | Manuel Blanc, Enrico Mattaroccia, Jean-Pierre Jacovella, Alexandre Pottier, Franck Gourlat                                                                      | Unter der Last, immer der Beste sein zu wollen, greift ein Angestellter eines Flugzeugherstellers zu Kokain.                                                           | 6’40           |
| T’en as                  | Antoine de Caunes                          | Jacques Dangoin                                | Alexis Smolen, Carmel O’Driscoll, Enrico Mattaroccia, Anne Fassio, Vincent Lecoeur                                                                              | Ein Dealer trifft sich mit seinen Kunden. | 3’11           |
| Tube du jour             | Diane Bertrand                             | Monelle Baude                                  | Arianne Mallet, Laurence Côte, Clio Lellouche | Ein kleines Mädchen leidet unter Einsamkeit und muss sich gleichzeitig um ihre Mutter kümmern.                                                                         | 4’09           |